# Żyrardów

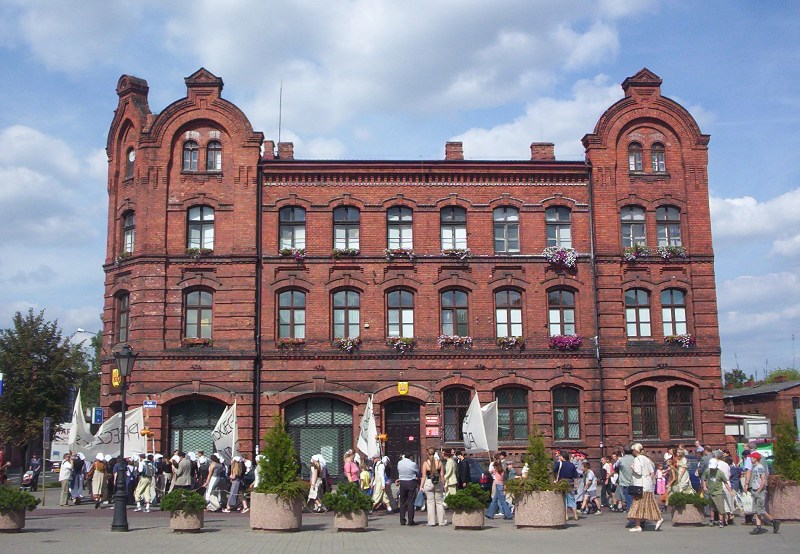

Żyrardów este un oraș în Polonia (populație 51,400 in 2006). Este situat în Voievodatului Mazovia.

## Personas
- Paweł Hulka-Laskowski - nuvelist
- Leszek Miller - a fost prim-ministrul Poloniei între 2001 și 2004